# Russische Meisterschaften im Skispringen 2020
Die russischen Meisterschaften im Skispringen 2020 wurden vom 12. bis 19. Februar in Nischni Tagil auf der Schanzenanlage Tramplin Stork ausgetragen. Die Wettkämpfe fanden teilweise zeitgleich zu Veranstaltungen des Weltcups statt. Dennoch war die gesamte russische Skisprungelite anwesend. Der Veranstalter war der russische Verband für Skispringen und die Nordische Kombination. Cheftrainer war Jewgeni Plechow.

## Programm und Zeitplan
Das Programm der Meisterschaften umfasste zwei Einzel- und ein Teambewerb bei den Männern sowie ein Einzel- und ein Teamspringen bei den Frauen. Darüber hinaus wurde ein Mixed-Team-Wettbewerb abgehalten. Zwischen dem Tag der Anreise und dem der Abreise lag eine Woche.
| Datum            | Uhrzeit      | Ereignis                  | Geschlecht      |
| ---------------- | ------------ | ------------------------- | --------------- |
| Mi., 12. Februar |              | Anreisetag                |                 |
| Mi., 12. Februar | 16:00        | Kommissionssitzung        |                 |
| Mi., 12. Februar | 17:00        | Mannschaftsführersitzung  |                 |
| Do., 13. Februar | 10:00        | Offizielles Training K90  | Frauen          |
| Do., 13. Februar | 11:30        | Qualifikation K90         | Frauen          |
| Do., 13. Februar | 12:00        | Offizielles Training K90  | Männer          |
| Do., 13. Februar | anschließend | Qualifikation K90         | Männer          |
| Fr., 14. Februar | 10:00        | Einzelspringen K90        | Frauen          |
| Fr., 14. Februar | 11:30        | Einzelspringen K90        | Männer          |
| Fr., 14. Februar | anschließend | Siegerehrung              | Frauen & Männer |
| Sa., 15. Februar | 15:00        | Mixed-Teamspringen K90    | Frauen & Männer |
| Sa., 15. Februar | anschließend | Siegerehrung              | Frauen & Männer |
| So., 16. Februar | 15:00        | Teamspringen K90          | Frauen          |
| So., 16. Februar | anschließend | Siegerehrung              | Frauen          |
| Mo., 17. Februar | 10:00        | Offizielles Training K120 | Männer          |
| Mo., 17. Februar | anschließend | Qualifikation K120        | Männer          |
| Mo., 17. Februar | anschließend | Einzelspringen K120       | Männer          |
| Mo., 17. Februar | anschließend | Siegerehrung              | Männer          |
| Di., 18. Februar | 15:00        | Teamspringen K120         | Männer          |
| Di., 18. Februar | anschließend | Siegerehrung              | Männer          |
| Mi., 19. Februar |              | Abreisetag                |                 |

## Ergebnisse

### Frauen

#### Normalschanze
Der Einzelwettkampf von der Normalschanze (K90/HS97) fand am 14. Februar 2020 statt. Dabei dominierten die Athletinnen aus St. Petersburg das Geschehen. Nachdem Anna Schpynjowa nach dem ersten Durchgang noch in Führung gelegen war, sprang Lidija Jakowlewa mit der größten Weite des Tages im zweiten Durchgang an ihr vorbei und wurde russische Meisterin. Es waren 34 Skispringerinnen gemeldet.
| Platz | Name                | Föderationssubjekt | Weite 1 | Weite 2 | Punkte |
| ----- | ------------------- | ------------------ | ------- | ------- | ------ |
| 01.   | Lidija Jakowlewa    | Sankt Petersburg   | 087,5   | 098,5   | 237,7  |
| 02.   | Anna Schpynjowa     | Sankt Petersburg   | 088,0   | 095,5   | 234,2  |
| 03.   | Sofija Tichonowa    | Sankt Petersburg   | 087,5   | 093,0   | 222,5  |
| 04.   | Irina Awwakumowa    | Oblast Moskau      | 086,0   | 086,0   | 216,1  |
| 05.   | Marija Jakowlewa    | Sankt Petersburg   | 083,5   | 087,0   | 204,0  |
| 06.   | Irma Machinja       | Region Krasnodar   | 083,0   | 087,0   | 198,4  |
| 07.   | Xenija Kablukowa    | Oblast Moskau      | 085,0   | 080,5   | 195,8  |
| 08.   | Kristina Prokopjewa | Oblast Swerdlowsk  | 081,0   | 084,0   | 188,5  |
| 09.   | Alina Borodina      | Oblast Swerdlowsk  | 077,5   | 080,0   | 175,7  |
| 10.   | Alexandra Baranzewa | Oblast Moskau      | 076,0   | 078,5   | 161,2  |

#### Team
Das Teamspringen der Frauen wurde am 16. Februar 2020 auf der Normalschanze ausgetragen. Es nahmen acht Teams teil, wobei drei Teams nur mit drei Athletinnen an den Start gingen. Es war der erste Teamwettkampf der Frauen bei russischen Meisterschaften.
| Platz | Team                | Namen                                                                         | Weite 1             | Weite 2             | Punkte |
| ----- | ------------------- | ----------------------------------------------------------------------------- | ------------------- | ------------------- | ------ |
| 01.   | Sankt Petersburg I  | Marija Jakowlewa Anna Schpynjowa Sofija Tichonowa Lidija Jakowlewa            | 84,5 85,0 92,0 90,0 | 81,5 82,0 87,5 91,0 | 858,0  |
| 02.   | Oblast Moskau       | Alexandra Tichonowitsch Alexandra Baranzewa Xenija Kablukowa Irina Awwakumowa | 61,5 78,0 85,0 87,5 | 61,0 77,0 81,0 89,5 | 695,7  |
| 03.   | Oblast Swerdlowsk   | Jewgenija Saposchnikowa Alina Borodina Xenija Piskunowa Kristina Prokopjewa   | 65,0 79,5 71,5 78,5 | 64,0 73,5 72,0 77,0 | 591,0  |
| 04.   | Region Krasnodar    | Lija Machinja Diana Toroptschenowa Irma Machinja                              | 68,5 87,0           | 68,0 72,0 83,5      | 462,2  |
| 05.   | Sankt Petersburg II | Kristina Krutschinina Anastassija Subbotina Anastassija Iwanenko              | 67,5 70,5 75,0      | 67,5 75,5 73,0      | 411,8  |

### Männer

#### Normalschanze
Das Einzelspringen von der Normalschanze (K90/HS97) fand am 14. Februar 2020 statt. Es waren 52 Athleten gemeldet. Russischer Meister wurde erwartungsgemäß Jewgeni Klimow.
| Platz | Name                  | Föderationssubjekt      | Weite 1 | Weite 2 | Punkte |
| ----- | --------------------- | ----------------------- | ------- | ------- | ------ |
| 01.   | Jewgeni Klimow        | Oblast Moskau           | 094,0   | 099,5   | 253,0  |
| 02.   | Denis Kornilow        | Oblast Nischni Nowgorod | 097,0   | 094,0   | 246,0  |
| 03.   | Dmitri Wassiljew      | Oblast Moskau           | 098,5   | 091,5   | 243,1  |
| 04.   | Michail Nasarow       | Oblast Moskau           | 094,5   | 091,0   | 236,4  |
| 05.   | Roman Trofimow        | Oblast Nischni Nowgorod | 095,5   | 092,0   | 235,4  |
| 06.   | Michail Maximotschkin | Oblast Nischni Nowgorod | 099,0   | 087,0   | 233,4  |
| 07.   | Ilja Mankow           | Oblast Swerdlowsk       | 091,0   | 093,5   | 229,5  |
| 08.   | Danil Sadrejew        | Republik Tatarstan      | 094,0   | 090,5   | 225,1  |
| 09.   | Alexander Loginow     | Republik Tatarstan      | 090,5   | 092,0   | 221,5  |
| 10.   | Maxim Kolobow         | Oblast Sachalin         | 090,0   | 089,5   | 219,0  |

#### Großschanze
Das Einzelspringen von der Großschanze (K120/HS134) fand am 17. Februar 2020 statt. Nach der Qualifikation war das Teilnehmerfeld auf 50 Athleten begrenzt. Russischer Meister wurde erwartungsgemäß Jewgeni Klimow. Bronze gewann der 16-jährige Michail Purtow, der damit die historisch erste Einzelmedaille für den Oblast Swerdlowsk gewann.
| Platz | Name                  | Föderationssubjekt      | Weite 1 | Weite 2 | Punkte |
| ----- | --------------------- | ----------------------- | ------- | ------- | ------ |
| 01.   | Jewgeni Klimow        | Oblast Moskau           | 128,0   | 124,5   | 235,9  |
| 02.   | Dmitri Wassiljew      | Oblast Moskau           | 122,5   | 122,5   | 209,2  |
| 03.   | Michail Purtow        | Oblast Swerdlowsk       | 128,5   | 115,5   | 207,2  |
| 04.   | Danil Sadrejew        | Republik Tatarstan      | 116,5   | 116,5   | 194,7  |
| 05.   | Michail Nasarow       | Oblast Moskau           | 117,5   | 116,5   | 191,8  |
| 06.   | Roman Trofimow        | Oblast Nischni Nowgorod | 115,5   | 120,0   | 189,3  |
| 07.   | Alexander Sardyko     | Oblast Nischni Nowgorod | 117,5   | 116,5   | 187,1  |
| 08.   | Denis Kornilow        | Oblast Nischni Nowgorod | 103,0   | 118,0   | 168,6  |
| 09.   | Michail Maximotschkin | Oblast Nischni Nowgorod | 101,5   | 116,5   | 164,1  |
| 10.   | Nikolai Matawin       | Oblast Moskau           | 107,5   | 116,5   | 162,7  |

#### Team
Das Teamspringen sollte am 18. Februar 2020 auf der Großschanze stattfinden, wurde allerdings wegen starken Windes abgesagt.

### Mixed
Das Mixed-Teamspringen fand am 15. Februar 2020 auf der Normalschanze (K90/HS97) statt. Es waren 14 Teams aus acht subnationalen Einheiten Russlands gemeldet. Russischer Meister wurde das erste Team aus dem Oblast Moskau.
| Platz | Team                | Namen                                                                         | Weite 1             | Weite 2             | Punkte |
| ----- | ------------------- | ----------------------------------------------------------------------------- | ------------------- | ------------------- | ------ |
| 01.   | Oblast Moskau I     | Xenija Kablukowa Dmitri Wassiljew Irina Awwakumowa Jewgeni Klimow             | 87,0 94,0 86,5 97,0 | 86,0 87,0 86,5 92,5 | 885,9  |
| 02.   | Sankt Petersburg I  | Anna Schpynjowa Wladislaw Bojarinzew Lidija Jakowlewa Daniil Schtschogolew    | 88,5 81,5 91,0 82,5 | 85,5 80,5 93,0 77,5 | 813,8  |
| 03.   | Oblast Swerdlowsk I | Alina Borodina Wadim Schischkin Kristina Prokopjewa Ilja Mankow               | 73,5 91,0 80,0 88,0 | 76,5 89,0 79,0 89,0 | 802,2  |
| 04.   | Sankt Petersburg II | Marija Jakowlewa Andrei Jegorow Sofija Tichonowa Alexander Martschukow        | 85,5 76,0 95,5 83,5 | 85,0 72,0 91,0 84,0 | 797,4  |
| 05.   | Oblast Moskau II    | Alexandra Tichonowitsch Ilmir Chasetdinow Alexandra Baranzewa Michail Nasarow | 62,5 91,0 80,0 94,5 | 62,5 86,5 74,5 93,0 | 722,3  |

## Medaillenspiegel
| Platz | Föderationssubjekt      |   |   |   |    |
| ----- | ----------------------- | - | - | - | -- |
| 1     | Oblast Moskau           | 3 | 2 | 1 | 6  |
| 2     | Sankt Petersburg        | 2 | 2 | 1 | 5  |
| 3     | Oblast Nischni Nowgorod | 0 | 1 | 0 | 1  |
| 4     | Oblast Swerdlowsk       | 0 | 0 | 3 | 3  |
| Total | Total                   | 5 | 5 | 5 | 15 |